# Sœurs de la Sainte Famille-Institut Lega
Les Sœurs de la Sainte Famille-Institut Lega (en latin : Instituti Sororum a S. Familia, HI Ordinis S. Francisci) est une congrégation religieuse féminine enseignante et hospitalière de droit pontifical. 

## Histoire
La congrégation est fondée le 16 juillet 1871 à Modigliana par Marie Thérèse Lega (1812-1890) pour assurer une éducation chrétienne à la jeunesse. Elle obtient le soutien de Pie IX et de Leonardo Giannotti, évêque du diocèse de Modigliana.
L'institut reçoit le décret de louange le 12 juin 1888 ; il est agrégé à l'ordre des Frères mineurs le 23 août 1918 et ses constitutions sont définitivement approuvées par le Saint-Siège le 18 avril 1939.

## Activités et diffusion
Les sœurs se dédient à l'enseignement et aux soins des malades et des personnes âgées. 
Elles sont présentes en Italie, en Colombie et au Mozambique.
La maison-mère est à Cesena. 
En 2017, la congrégation comptait 63 sœurs dans 12 maisons.